# Leo Sterckx
Leo Sterckx (Hulshout, 16 luglio 1936 – Hulshout, 4 marzo 2023) è stato un pistard belga.

## Palmarès

### Olimpiadi
- 1 medaglia:
  - 1 argento (Roma 1960 nella velocità)